# Borobudur
Borobudur (en javanés: barabudhur o barabudur) es una estupa budista con silueta piramidiforme relacionada con la tradición Mahāyāna, que está ubicada en la provincia Java Central de Indonesia, cuarenta kilómetros al noroeste de Yogyakarta. Es el monumento budista más grande del mundo. Fue construido entre los años 750 y 850 por los soberanos de la dinastía Sailendra. El nombre puede derivar del sánscrito Vihara Buddha Ur, que se traduce como «el templo budista en la montaña».
El monumento consta de seis plataformas cuadradas coronadas por tres plataformas circulares, y está decorado por 2672 paneles de relieve y 504 estatuas de Buda.
El monumento es un santuario y lugar de peregrinaje budista. El viaje de los peregrinos comienza en la base del monumento y continúa por un camino que lo rodea, mientras asciende hasta la cima a través de los tres niveles de la cosmología budista. Durante el viaje, el monumento guía a los peregrinos a través de un sistema de escaleras y corredores.
La evidencia sugiere que Borobudur fue abandonado tras el siglo XIV con el ocaso de los reinos budistas e hindúes en Java, y la conversión de los isleños al Islam. Fue descubierto en 1814 por Thomas Stamford Raffles, gobernador británico de Java. Desde entonces, Borobudur ha sido conservado mediante numerosas restauraciones. El proyecto de restauración más importante fue llevado a cabo entre 1975 y 1982 por el Gobierno de Indonesia y la Unesco, tras lo cual el monumento fue nombrado Patrimonio de la Humanidad. Borobudur es aún utilizado como lugar de peregrinación, donde una vez al año los budistas de Indonesia celebran el Vesak en el monumento. Además, Borobudur es la atracción turística más visitada de Indonesia.

## Etimología
En indonesio, los templos son conocidos como candi, es por esto que Borobudur es conocido localmente como Candi Borobudur. El término es utilizado también para describir cualquier estructura antigua. Los orígenes del nombre Borobudur no son claros, aunque esto no es poco común, ya que la mayoría de los nombres de algunos candi no son conocidos. El nombre de 'Borobudur' fue escrito por primera vez en un libro sobre la historia de Java de Thomas Stamford Raffles. Raffles escribió sobre la existencia de un monumento llamado borobudur, pero no se han encontrado documentos más antiguos que utilicen el mismo nombre. El único escrito antiguo que da algún indicio sobre este templo es Nagarakertagama, escrito por Mpu Prapanca en 1365, el cual menciona a Budur como un santuario budista. El nombre podría ser relacionado con Borobudur, pero el manuscrito carece de mayor información.
Se cree que el nombre 'Bore-Budur', y por lo tanto 'BoroBudur', fue escrito por Raffles en inglés para referirse a Bore, aldea cercana al templo; muchos candi son nombrados basándose en aldeas cercanas. Si se hubiese tomado en cuenta el lenguaje utilizado en la zona, el nombre del monumento habría sido BudurBoro. Raffles además sugiere que Budur podría relacionarse con la palabra Buda ('antiguo') - por ejemplo, 'antiguo Boro'. Otra hipótesis sostiene que 'Boro' fue tomado del antiguo término bhara ('honorable'), describiendo el monumento como "El honorable Buda". Otra interpretación proviene de la palabra biara ('monasterio'), con lo que se estaría refiriendo al monumento como 'monasterio de Budur'.

## Ubicación

Ubicación de Borobudur-Pawon-Mendut en una sola línea recta.

Un gran número de templos budistas e hindúes están ubicados a aproximadamente 40 km (25 millas) al noroeste de Yogyakarta, en un área elevada entre dos volcanes gemelos, Sundoro-Sumbing y Merbabu-Merapi, y los ríos Progo y Elo. Según un mito local, el área conocida como llanura Kedu es un lugar sagrado y denominado 'el jardín de Java' debido a su alta fertilidad. Durante la primera restauración, se descubrió que tres templos budistas de la región, Borobudur, Pawon y Mendut, están ubicados en una posición de línea recta. Podría ser coincidencia, pero su alineación concuerda con una leyenda local, la cual cuenta que hace mucho tiempo existía un camino amurallado que iba de Borobodur a Mendut. Los tres templos poseen una arquitectura y decoración similares, provenientes del mismo periodo, lo cual sugiere una relación entre ellos.
A diferencia de otros templos, que están construidos en una superficie plana, Borobudur fue construido en una colina, a 265 m sobre el nivel del mar y 15 m sobre el lago seco que lo rodea. La existencia del lago fue motivo de intensas discusiones entre arqueólogos durante el siglo XX; se pensaba que Borobudur fue construido en las orillas del lago o incluso que flotaba en él. En 1931, el artista holandés y estudiante de arquitectura hindú y budista, W.O.J. Nieuwenkamp, formuló una teoría en que la llanura Kedu fue un lago y Borobudur representaba una flor de loto flotando en este. Las flores de loto están presentes en casi todas las obras de arte budistas, casi siempre sirviendo como trono para buda o base de las estupas. La arquitectura del templo en si sugiere una representación de loto, en donde las posturas de Buda en Borobudur simbolizan el Sutra del Loto, presente en varios textos Mahāyāna (escuela de budismo que se expandió por las regiones del sureste y este de Asia). Tres plataformas circulares en la cima del monumento representan una hoja de loto. La teoría de Nieuwenkamp, sin embargo, fue contra argumentada por varios arqueólogos debido a que el templo está rodeado por terreno seco.
Los geólogos, por otro lado, apoyan el punto de vista de Nieuwenkamp, basándose en sedimentos de arcilla encontrados cerca del sitio. Un estudio de estratigrafía, sedimentos y polen llevado a cabo en 2000 apoya la existencia de un antiguo lago cerca de Borobudur. El área del lago, sin embargo, fluctuó con el tiempo; un estudio prueba que Borobudur estuvo cerca de la orilla del lago entre los siglos XIII y XIV. El recorrido de los ríos y actividades volcánicas influyeron en la forma del relieve, incluyendo el lago. Uno de los volcanes más activos en Indonesia, el Monte Merapi, está bastante cerca de Borobudur y su actividad se remonta al Pleistoceno.

## Historia

### Construcción

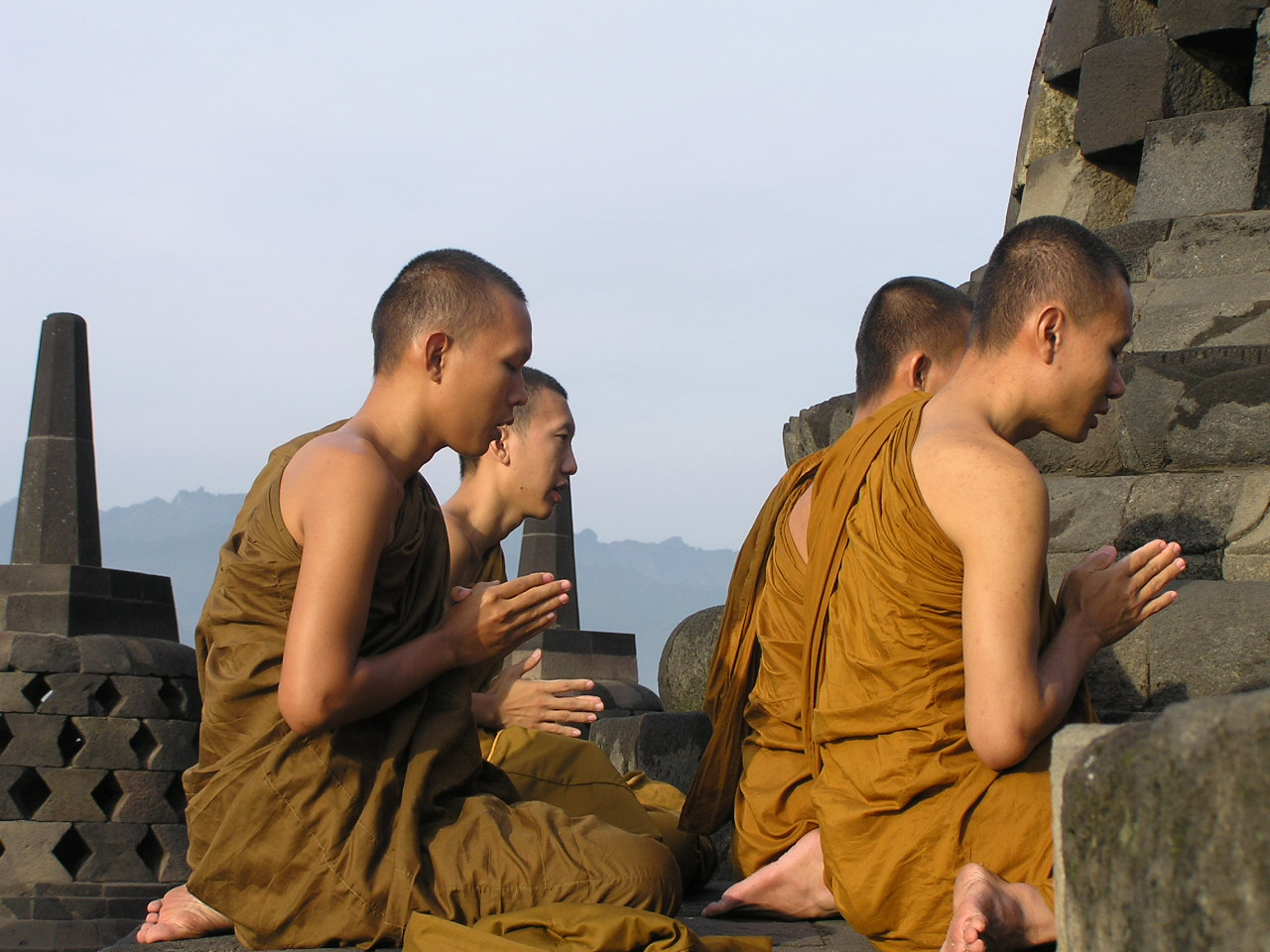
Peregrinos budistas meditando en la cima del templo.

No hay evidencia escrita de quién construyó Borobudur, o de su propósito original. El período de construcción se estimó comparando los relieves esculpidos en la base del templo y las inscripciones utilizadas comúnmente entre los siglos octavo y noveno. Se cree que Borobudur fue fundado aproximadamente en el año 800. Esto corresponde al período entre los años 760 y 830 d. C., el apogeo de la dinastía Sailendra en Java Central, cuando estuvo bajo la influencia del imperio Srivijaya. Se estima que la construcción demoró 75 años y que fue finalizada el año 825, durante el reinado de Samaratunga.
Existe una confusión entre los gobernadores hindúes y budistas de Java durante ese período. Los Sailendras son conocidos por ser seguidores de Buda, pero unas inscripciones en piedra encontradas en Sojomerto sugieren que fueron hindúes. Durante esta época muchos monumentos budistas e hindúes fueron construidos en las llanuras y montañas alrededor de la llanura Kedu. Los monumentos budistas, incluyendo Borobudur, fueron creados al mismo tiempo que el templo hindú Prambanan. En el año 732, el rey Sanjaya, fundador de la dinastía Sailendra, encargó la construcción de un santuario hindú en honor a Shivá en la colina Ukir, ubicada sólo a 10 km al este de Borobudur. El sucesor inmediato de Sanjaya, Rakai Panangkaran, fue asociado con el templo budista Kalasan, como aparece en el inscripción Kalasan escrita el año 778. Los antropólogos creen que la religión jamás fue un conflicto serio en Java. Era posible que un rey hindú mandara construir un templo budista; o que uno budista actuara de manera similar.

### Abandono

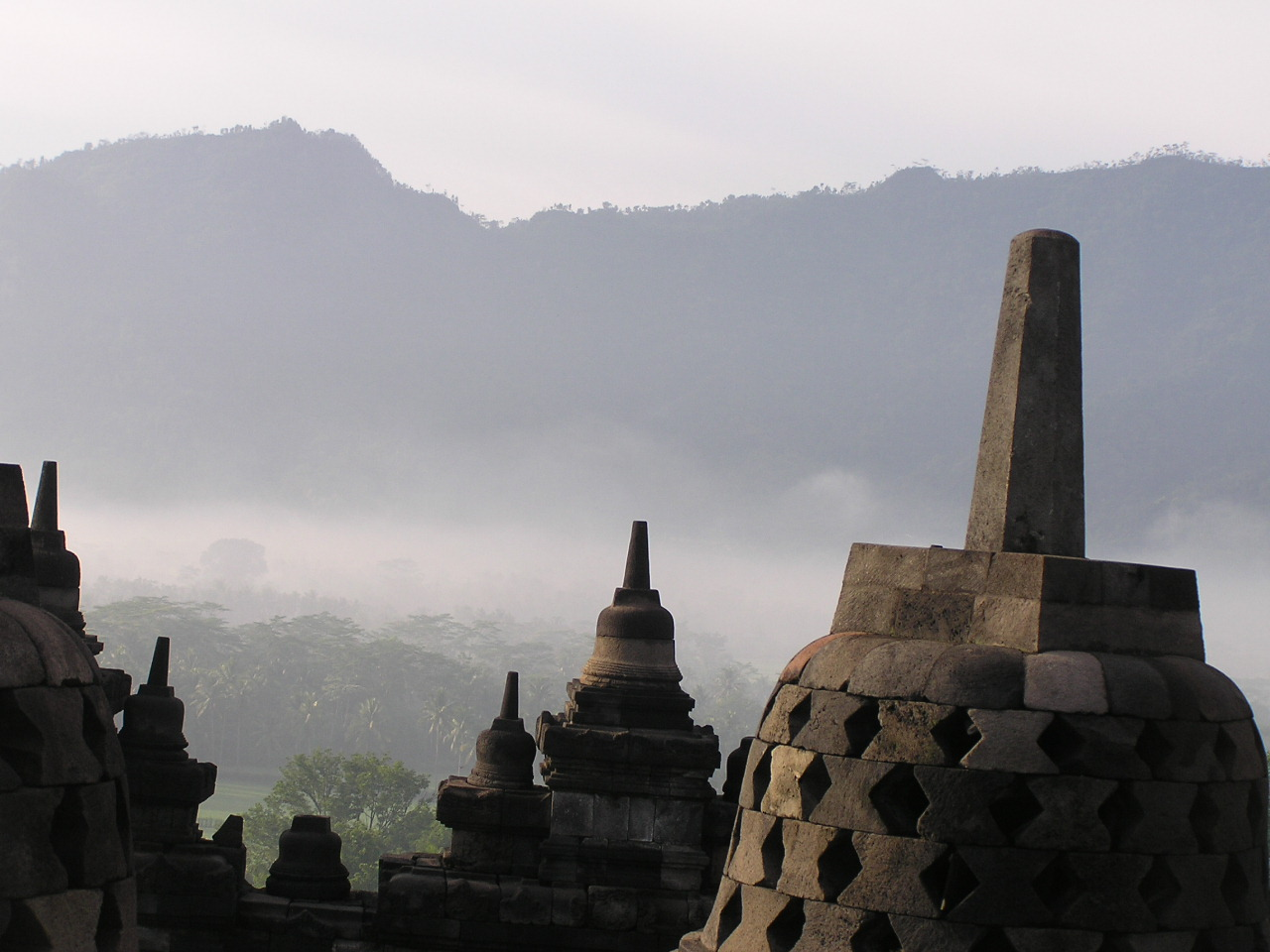
Estupas de Borobudur con vista a las montañas de Java. Han permanecido abandonadas durante siglos.

Durante siglos, Borobudur estuvo cubierto por capas de ceniza volcánica y vegetación. Las razones del abandono de este templo se mantienen desconocidas. No se sabe con certeza cuándo ocurrió el cese de actividades de este lugar de peregrinación.
Una suposición sostiene que el templo fue abandonado debido a que gran parte de la población fue convertida al Islam durante el siglo XV. Otra teoría se basa en la hambruna provocada por una erupción volcánica (aproximadamente en el año 1006) la cual obligó a los habitantes a abandonar sus tierras y el monumento. Se dice además que el evento causó una migración desde la llanura Kedu hasta el este de Java cerca del valle Brantas alrededor del año 928.
Sin embargo, el monumento jamás fue completamente olvidado por los habitantes de la zona. En vez de glorificar la historia del monumento, la imagen de este se convirtió en una más supersticiosa asociándola con mala suerte y miseria. Dos antiguos manuscritos (babad) del siglo XVIII mencionan la mala suerte del monumento. Según el Babad Tanah Jawi (o Historia de Java), el monumento se convirtió en un factor fatal para el rebelde que causó una revuelta en contra del rey de Mataram en 1709. La colina fue sitiada y los insurgentes fueron vencidos y sentenciados a muerte por orden del rey. En el Babad Mataram (o Historia del Reino Mataram), el monumento fue asociado a la desgracia sufrida por el heredero al trono del sultanato de Yogyakarta en 1757. A pesar de que existía una restricción para visitar el monumento, se apoderó de una de las estatuas que formaban parte de este. Tan pronto como regresó a su palacio, murió de una extraña enfermedad que duró sólo un día.

### Redescubrimiento

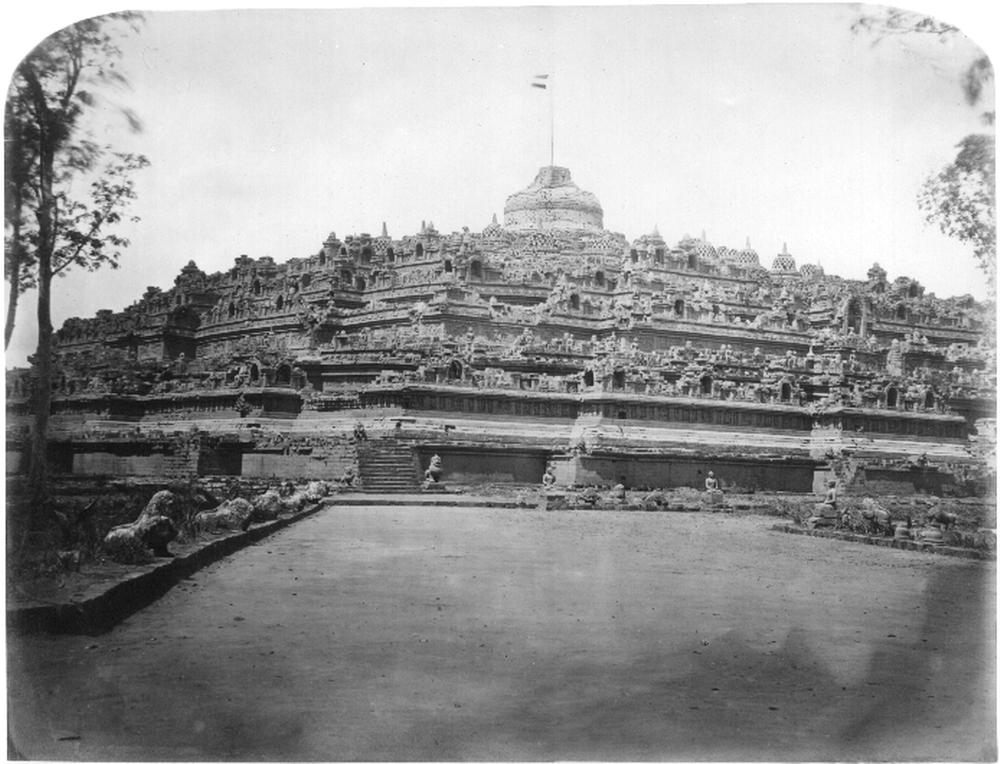
La primera fotografía por Isidore van Kinsbergen (1873).

Tras la guerra entre el Reino Unido y los Países Bajos realizada en Java, la isla estuvo bajo administración británica entre los años 1811 y 1816. El gobernador general asignado fue Thomas Stamford Raffles, quien estaba bastante interesado en la historia de Java. Coleccionó antigüedades y tomaba nota sobre la información recibida por parte de los nativos durante sus expediciones. Durante un viaje a Semarang en 1814, se le informó sobre un gran monumento llamado Chandi Borobudur el cual estaba ubicado en la jungla cercana a la aldea de Bumisegoro. Envió al ingeniero holandés H.C. Cornellius para que investigara el lugar.
Durante dos meses, Cornellius y sus 200 hombres cortaron árboles, quemaron vegetación y excavaron para poder despejar el monumento. Debido a los peligros de derrumbe, no pudieron explorar las galerías. Reportó sus descubrimientos a Raffles incluyendo varios dibujos. Aunque el descubrimiento es mencionado en unas breves palabras, Raffles es acreditado por centrar la atención del mundo hacia el monumento.
Hartmann, administrador holandés de la región de Kedu, continuó el trabajo de Cornellius y en 1835 el monumento fue completamente desenterrado. Sus intereses en Borobudur eran más personales que oficiales. Sin embargo, Hartmann no escribió ningún reporte sobre sus actividades; en particular, la presunta historia en la que él descubrió la gran estatua de Buda ubicada en la estupa principal. La estupa principal del monumento se encuentra vacía. En 1842, Hartmann investigó la cúpula principal, pero sus descubrimientos aún no se conocen.
El gobierno de las Indias Orientales Neerlandesas envió al ingeniero holandés F.C. Wilsen, quien realizó cientos de dibujos. Mientras tanto, J.F.G. Brumund fue asignado para realizar un detallado estudio sobre el monumento, el cual fue completado en 1859. El gobierno pretendía publicar un artículo basado en los estudios de Brumund e ilustrado con algunos dibujos de Wilsen, pero Brumund rehusó cooperar. El gobierno asignó a otra persona, C. Leemans, quien compiló una monografía utilizando las investigaciones de Brumund y Wilsen. En 1873, fue publicada la primera monografía basada en un estudio detallado de Borobudur, al año siguiente se hizo una traducción al francés. La primera fotografía del monumento fue tomada en 1873 por el holandés Isidore van Kinsbergen.
La apreciación del sitio se fue desarrollando lentamente. Algunos objetos fueron sustraídos por ladrones. En 1882, el inspector en jefe de accidentes recomendó que Borobudur fuese completamente desmontado y sus restos puestos en museos debido a las malas condiciones en que se encontraba la estructura. Tras esto el gobierno asignó al arqueólogo Groenveldt, para que realizara una investigación sobre la condición del monumento. El reporte demostró que el miedo respecto a las condiciones del monumento eran injustificadas y que Borobudur debía permanecer intacto.

### Eventos contemporáneos

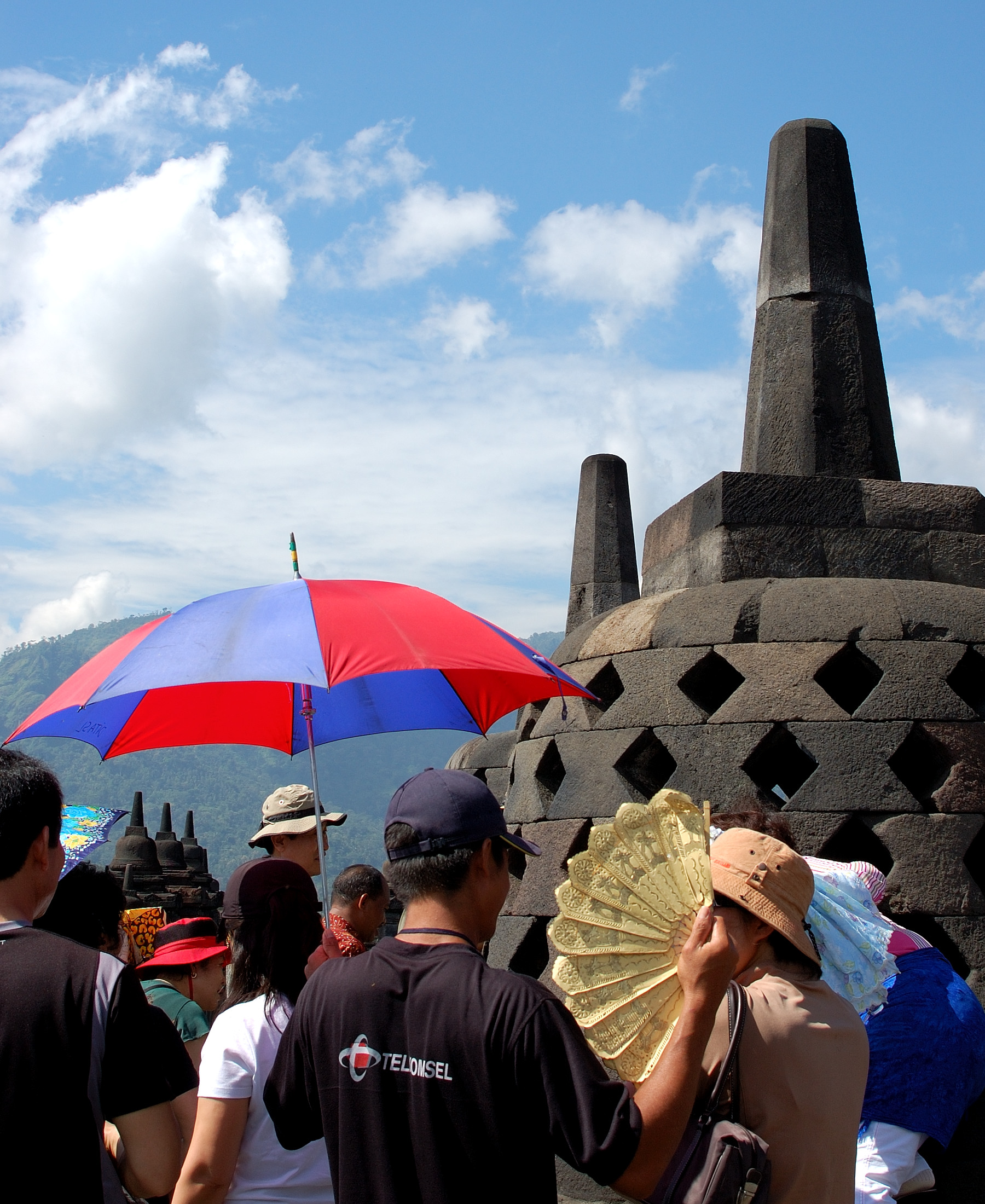
Turistas en Borobudur.

Tras la remodelación de 1973 realizada por la Unesco, Borobudur fue utilizado nuevamente como lugar de adoración y peregrinaje. Una vez al año, durante la luna llena en mayo o junio, los budistas en Indonesia observan el Vesak (indonesio: Waisak) conmemorando el nacimiento, muerte y momento en que Siddhārtha Gautama alcanza la máxima sabiduría para convertirse en Buda. El Vesak es un día de fiesta en Indonesia y la ceremonia está centrada en los tres templos budistas caminando desde Mendut a Pawon y finalizando en Borobudur.
El monumento es la atracción turística más visitada de Indonesia. En 1974, 260.000 turistas de los cuales 36.000 eran extranjeros, visitaron Borobudur. Los visitantes aumentaron a 2,5 millones anuales (el 80% correspondía a indonesios) a mediados de los años 90, tras la crisis económica del país. El desarrollo del turismo, sin embargo, ha sido criticado por no incluir a la comunidad local lo cual ha creado ciertos conflictos. En 2003, los residentes y pequeños empresarios ubicados en los alrededores de Borobudur organizaron varias juntas y protestas, debido la decisión del gobierno de construir un centro comercial llamado 'Java World'.
El 21 de enero de 1985, nueve estupas fueron dañadas debido al ataque de unas bombas. En 1991, un predicador musulmán ciego, Husein Ali Al Habsyie, fue sentenciado a cadena perpetua por dirigir una serie de ataques con bombas a mediados de los años 80, incluyendo el ya mencionado. Otros dos miembros de un grupo extremista de derecha, que estuvieron implicados en los ataques, fueron sentenciados a 20 y 13 años de cárcel en 1986. El 27 de mayo de 2006, la costa sur de Java sufrió un terremoto de magnitud 6,2 en la escala de Richter. El evento produjo varios daños en la región y algunos heridos en la ciudad de Yogyakarta, sin embargo, Borobudur se mantuvo intacto.

## Arquitectura

Plano de Borobudur.

Borobudur está construido como una gran estupa, y cuando es visto desde arriba toma la forma de un mándala budista, representando simultáneamente la cosmología budista y naturaleza de la mente. La base es un cuadrado, con una medida aproximada de 118 metros por lado. Tiene nueve plataformas, de las cuales las seis inferiores poseen forma de cuadrado y las restantes son circulares. Las plataformas superiores presentan setenta y dos pequeñas estupas que rodean una más grande. Cada estupa tiene forma de campana y está decorada por distintos agujeros. Hay una estatua de Buda dentro de cada estupa.
Fueron utilizadas aproximadamente 55.000 m³ de piedras las cuales fueron tomadas de diversos ríos para construir el monumento. Las piedras fueron cortadas, transportadas y puestas sin mortero. Fueron utilizadas hendiduras y protuberancias para poder ensamblar las piedras entre sí. Los relieves fueron creados in situ después que el monumento fue terminado. El monumento está equipado con un sistema de drenaje para combatir las precipitaciones presentes en la región. Para evitar inundaciones, fueron puestos 100 caños en cada esquina, los cuales tienen tallados gárgolas (makaras).

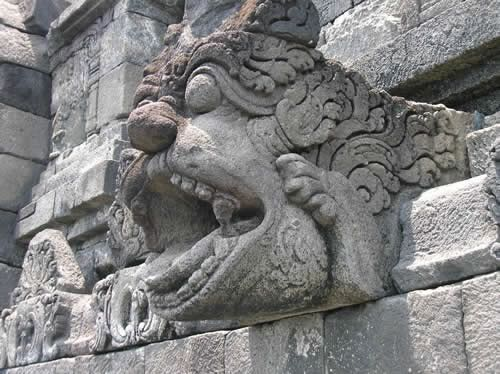
Un caño tallado (makaras), parte del sistema de drenaje.

Borobudur difiere con el diseño general de este tipo de estructuras. En vez de estar construido sobre una superficie plana, Borobudur está construido en una colina natural. La técnica de construcción, sin embargo, es similar a la de otros templos en Java. Sin espacios interiores como otros templos y con la forma de una pirámide, Borobudur fue identificado en un principio como una estupa, en lugar de un templo (o candi en indonesio). Una estupa es denominada como un sepulcro para Buda. Algunas veces las estupas fueron construidas como símbolos de alabanza budistas. Un templo, por otra parte, es utilizado como el hogar de una deidad y posee espacios interiores para la veneración. La complejidad del diseño, sin embargo, sugiere que la estructura en realidad es un templo. La adoración realizada en Borobudur se lleva a cabo como una peregrinación. Los visitantes son guiados mediante el sistema de escaleras y corredores ascendiendo hacia las plataformas superiores. Cada plataforma representa un estado de iluminación. El camino que guía a los peregrinos fue diseñado con símbolos sagrados basados en la cosmología budista.

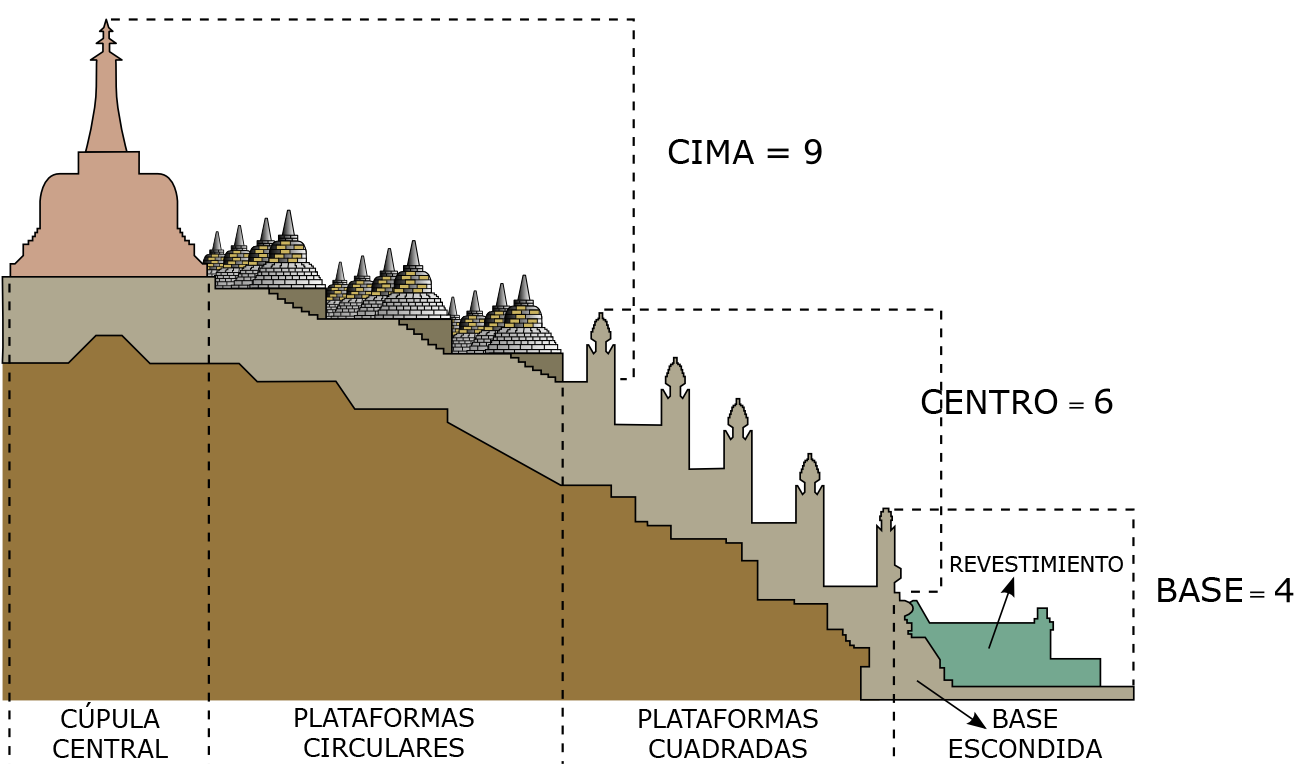
Vista lateral del templo. Se indica la razón 4:6:9 para la base, centro y cima respectivamente.

No se sabe mucho sobre el arquitecto Gunadarma. Su nombre surgió del folclore de Java más que de inscripciones o escritos antiguos. Se dice que es quien "... lleva la regla, conoce las divisiones y piensa en él mismo como compuesto por partes". La unidad de medida básica que utilizó durante la construcción es llamada tala, definida como la distancia entre la parte superior de la frente y la barbilla o la distancia entre el extremo del dedo pulgar y el extremo del anular cuando ambos están extendidos al máximo. La unidad es obviamente relativa dependiendo de cada persona, pero el monumento posee medidas exactas. Una inspección llevada a cabo en 1977 reveló la presencia de la razón 4:6:9 a lo largo de todo el monumento. El arquitecto habría utilizado esta razón para trazar las dimensiones de Borobudur. La razón fue también hallada en los templos cercanos de Pawon y Mendhut. Los arqueólogos postularon que la razón y dimensión tala están basadas en temas cosmológicos y astronómicos, como en el caso del templo budista Angkor Wat en Camboya.

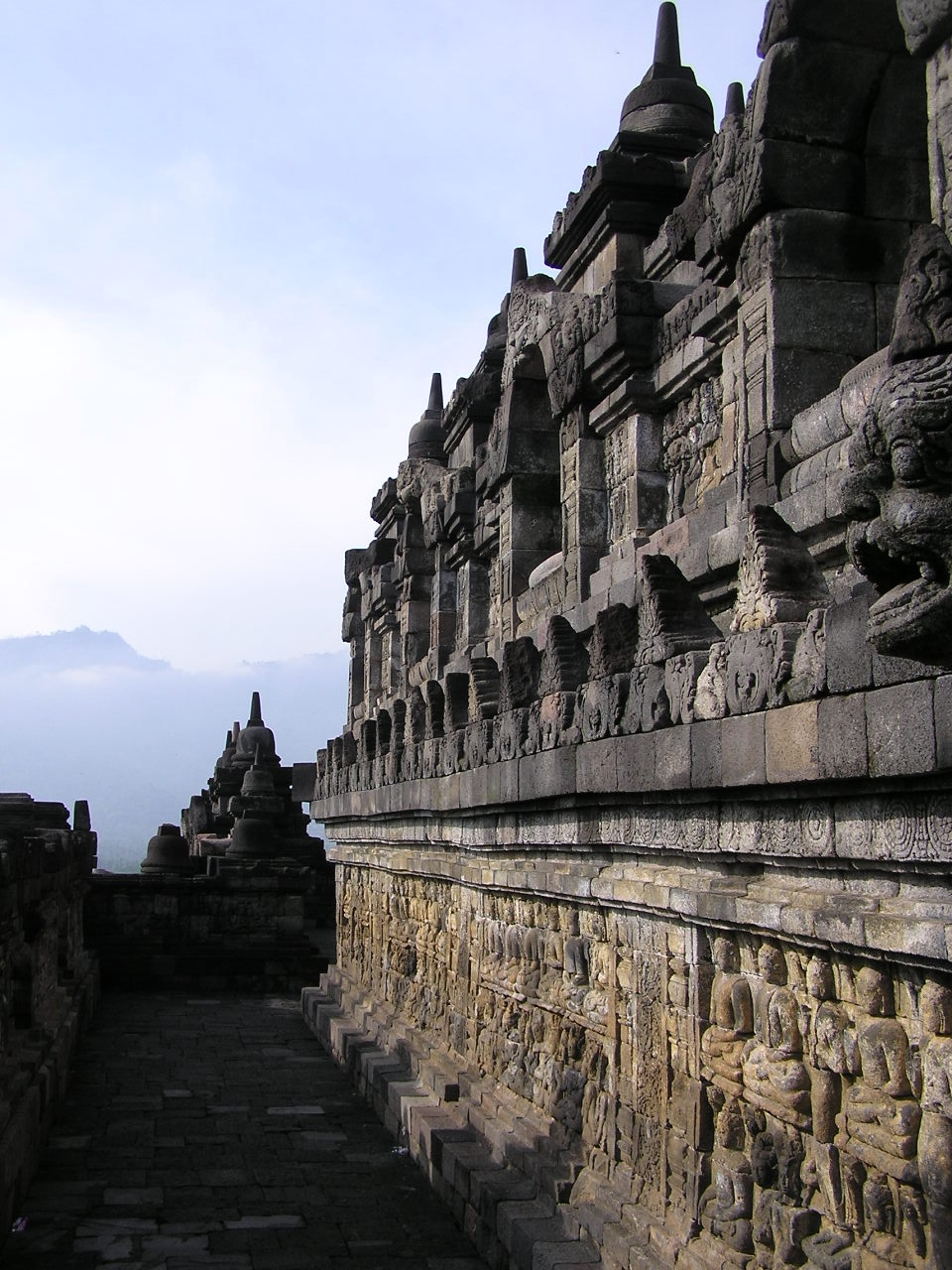
Un pasillo angosto con relieves en la pared.

La estructura vertical se puede dividir en tres secciones: base, centro (o cuerpo) y cima, los cuales recuerdan la figura del cuerpo humano. La base es un cuadrado de 123x123 m aproximadamente y tiene una altura de 4 metros. El centro está compuesto por cinco plataformas cuadradas, las cuales van disminuyendo su altura a medida que se asciende. La primera terraza está ubicada a 7 metros del borde de la base. Las otras terrazas están a 2 metros, dejando un corredor angosto en cada plataforma. La cima consiste en 3 plataformas circulares, cada una posee un grupo de estupas perforadas, las cuales están distribuidas formando círculos concéntricos. Hay una cúpula principal al centro; la punta de esta es la parte más alta del monumento (35 metros sobre el nivel del suelo). El acceso a esta parte es mediante unas escaleras que poseen varias puertas, las cuales están resguardadas por 32 estatuas de leones. La entrada principal está ubicada en la parte este, donde se encuentran los primeros relieves. En las laderas de la colina hay escaleras que conectan el monumento con la llanura.
La división del monumento simboliza las tres etapas de preparación mental para alcanzar la meta final según la cosmología budista, llamados Kamadhatu (el mundo de los deseos), Rupadhatu (el mundo de las formas) y finalmente Arupadhatu (el mundo sin formas). Kamadhatu es representado por la base, Rupadhatu por las cinco plataformas cuadradas (el centro), y Arupadhatu por las plataformas circulares y la estupa principal. La arquitectura de las tres estaciones presenta diferencias metafóricas. En Rupadhatu hay una estructura más recta y detallada, la cual desaparece para convertirse en las plataformas circulares de Arupadhatu.
En 1885, fue descubierta una nueva estructura la cual estaba oculta bajo la base. La "base oculta" posee relieves, 160 de los cuales corresponden a narraciones que describen el Kamadhatu real. Los relieves restantes son paneles con inscripciones cortas que aparentemente describen las instrucciones de los escultores, ilustrando la escena a ser tallada. Un revestimiento oculta la verdadera base, cuya función permanece como un misterio. Se pensó que esta base debía ser cubierta para prevenir un posible hundimiento del monumento. Existe otra teoría, la cual sostiene que fue agregado debido a un error en el diseño de la base original, el cual debía basarse en las indicaciones de Vastu Shastra, un antiguo libro de arquitectura y urbanismo. El revestimiento, sin embargo, fue construido con un diseño detallado y meticuloso, el cual sirvió como compensación estética y religiosa.

## Relieves
| Distribución de los paneles narrativos | Distribución de los paneles narrativos | Distribución de los paneles narrativos | Distribución de los paneles narrativos |
| sección                                | ubicación                              | historia                               | # paneles                              |
| -------------------------------------- | -------------------------------------- | -------------------------------------- | -------------------------------------- |
| base oculta                            | pared                                  | Karmavibhangga                         | 160                                    |
| primera galería                        | pared principal                        | Lalitavistara                          | 120                                    |
| primera galería                        | pared principal                        | Jataka/Avadana                         | 120                                    |
| primera galería                        | balaustres                             | Jataka/Avadana                         | 372                                    |
| primera galería                        | balaustres                             | Jataka/Avadana                         | 128                                    |
| segunda galería                        | pared principal                        | Gandavyuha                             | 128                                    |
| segunda galería                        | balaustres                             | Jataka/Avadana                         | 100                                    |
| tercera galería                        | pared principal                        | Gandavyuha                             | 88                                     |
| tercera galería                        | balaustres                             | Gandavyuha                             | 88                                     |
| cuarta galería                         | pared principal                        | Gandavyuha                             | 84                                     |
| cuarta galería                         | balaustres                             | Gandavyuha                             | 72                                     |
| Total                                  | Total                                  | Total                                  | 1.460                                  |

Borobudur tiene aproximadamente 2.670 bajorrelieves individuales (1.460 paneles narrativos y 1.212 decorativos), los cuales cubren la superficie de la fachada y balaustres. La superficie total ocupada por estos relieves es de 2.500 m² y están distribuidos en la base oculta (Kamadhatu) y las cinco plataformas cuadradas (Rupadhatu).
Los paneles narrativos, que cuentan la historia de Sudhana y Manohara, están agrupados en 11 series que rodean el monumento con un largo de 3.000 metros. La base oculta contiene la primera serie con 160 paneles narrativos y las 10 series restantes están distribuidas a lo largo de paredes y balaustres en cuatro galerías, comenzando por la entrada ubicada al lado este del monumento. Los paneles narrativos de las paredes se leen de derecha a izquierda, mientras que en los balaustres es de izquierda a derecha. Esto se ajusta a pradaksina, el ritual de circunvalación realizado por los peregrinos que se mueven en el sentido de las manecillas del reloj, dejando el santuario a su lado derecho.
La base oculta narra la historia de la ley del karma. Las paredes de la primera galería tienen dos series de relieves sobrepuestos; cada una consiste en 120 paneles. La parte superior muestra la biografía de Buda, mientras que la parte inferior de la pared, e incluso algunos balaustres ubicados en las dos primeras galerías, muestran las vidas anteriores de Buda. Los paneles restantes están centrados en la búsqueda de Sudhana; quien intentaba encontrar la máxima sabiduría.

### La ley del karma (Karmavibhangga)
Los 160 paneles ocultos no narran una historia continua, pero cada panel muestra una ilustración de causa y efecto. Hay ejemplos de ciertas actividades inadecuadas, desde cotillear, hasta asesinar, cada una con su castigo correspondiente. Hay incluso actividades loables, como la caridad y la peregrinación a santuarios, con sus retribuciones correspondientes. También están ilustrados los sufrimientos del infierno y placeres del cielo. Hay además escenas de la vida diaria, junto al panorama del samsara (el ciclo infinito de la vida y la muerte).

### El nacimiento de Buda (Lalitavistara)

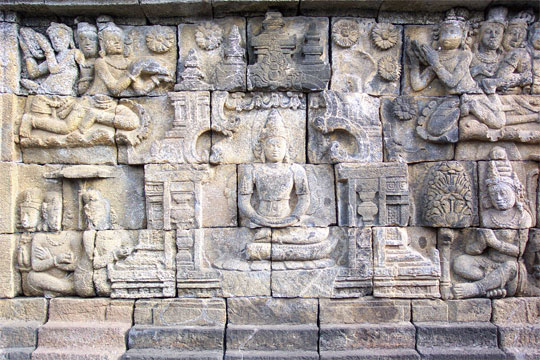
Relieve en la pared de un pasillo.

La historia comienza con el glorioso descenso de Buda del cielo Tusita, y termina con el primer sermón en el parque Deer cerca de Benarés. El relieve muestra el nacimiento de Buda como el príncipe Siddhārtha, hijo del rey Śuddhodana y la reina Māyā de Kapilavastu (actualmente Nepal).
La historia es precedida por 27 paneles que muestran varias representaciones, en el cielo o la tierra, para recibir la última encarnación de Bodhisattva. Tras descender del cielo Tusita, Bodhisattva coronó a su sucesor, el futuro Maitreya. Descendió a la tierra con la forma de un elefante blanco con seis colmillos, luego entró al vientre de la reina Māyā por el lado derecho. La reina tuvo un sueño de este suceso, la interpretación fue que su hijo sería un soberano o Buda.
Cuando la reina Māyā pensó que era momento de dar a luz, se dirigió al parque Lumbini fuera de la ciudad Kapilavastu. Se ubicó bajo un árbol Plaska, y sosteniendo una rama con su mano derecha dio a luz a su hijo, el príncipe Siddhārtha. La historia de los paneles continúa hasta que el príncipe se convierte en Buda.

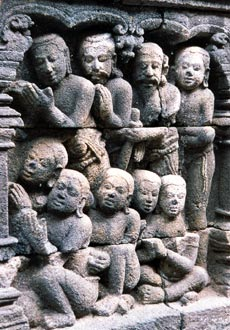
Piedra con un detallado relieve.

### Historia del príncipe Siddhārtha (Jataka) y otras personas legendarias (Avadana)
Los jatakas son historias sobre Buda después de nacer como el príncipe Siddhārtha. Los avadanas son similares a los jatakas, pero el protagonista no es Bodhisattva. Los actos sagrados en los avadanas son atribuidos a otras personas legendarias. Los jatakas y avadanas están en una misma serie de relieves en Borobudur.
Los primeros 20 paneles inferiores, ubicados en la pared de la primera galería, narran el Sudhanakumaravadana o hazañas del príncipe Sudhanakumara. Los primeros 135 paneles superiores, ubicados en los balaustres de la misma galería, están centrados en las 34 leyendas del Jatakamala. Los 237 paneles restantes narran las historias de otras fuentes, al igual que la serie inferior de paneles correspondientes a la segunda galería. Algunos cuentos jataka están representados dos veces, por ejemplo la historia del rey Sibhi.

### La búsqueda de Sudhana (Gandavyuha)
Gandavyuha es la historia contada en el último capítulo del Avatamsaka Sutra, sobre Sudhana y su búsqueda de la sabiduría máxima. Ocupa dos galerías (tercera y cuarta) y mitad de la segunda; abarcando un total de 460 paneles. La principal figura de la historia, el joven Sudhana, hijo de un adinerado comerciante, aparece en el panel número 16. Los 15 anteriores conforman un prólogo de los milagros durante el samādhi de Buda en el jardín de Jeta en Sravasti.
Durante su búsqueda, Sudhana visita como mínimo a 30 maestros, pero ninguno lo satisface completamente. Tras esto es instruido por Manjushri para conocer al monje Megasri, de quien recibe la primera doctrina. El viaje de Sudhana continúa y conoce (en el siguiente orden) a Supratisthita, el médico Megha (espíritu del conocimiento), el banquero Muktaka, el monje Saradhvaja, la upasika Asa (espíritu de la iluminación suprema), Bhismottaranirghosa, el Brahmán Jayosmayatna, la princesa Maitrayani, el monje Sudarsana, un niño llamado Indriyesvara, la upasika Prabhuta, el banquero Ratnachuda, el rey Anala, al dios Shivá, la reina Māyā, Maitreya y finalmente regresa con Manjushri. Tras cada encuentro Sudhana adquiere una doctrina específica, conocimiento y sabiduría. Estos encuentros están presentes en la tercera galería.
Tras el último encuentro con Manjushri, Sudhana se dirige a la residencia de Bodhisattva Samantabhadra; suceso que es ejemplificado en la cuarta galería. Toda la cuarta galería está centrada en las enseñanzas de Samantabhadra. Los paneles narrativos terminan con el logro de Sudhana del conocimiento máximo y la verdad última.

## Estatuas de Buda

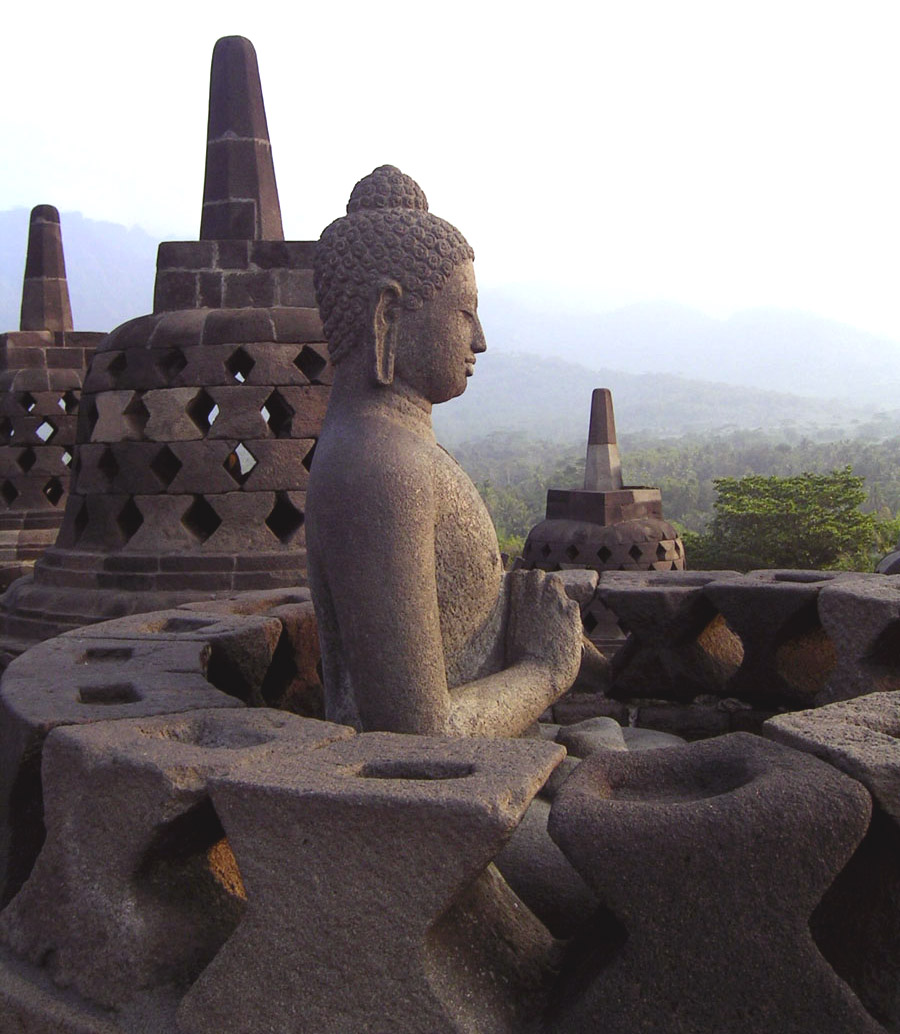
Una estatua de Buda con las manos en la posición dharmachakra mudra (la Rueda del Dharma).

Además de los relieves que narran la historia de la cosmología budista, Borobudur presenta varias estatuas de Buda. Estas estatuas están sentadas con las piernas cruzadas en posición de flor de loto, y distribuidas en las cinco plataformas cuadradas (nivel Rupadhatu) y en la plataforma superior (nivel Arupadhatu).
Las estatuas del nivel Rupadhatu están ubicadas en nichos, ordenados en filas al lado exterior de los balaustres. A medida que se asciende, las plataformas disminuyen su altura, al igual que el número de estatuas en cada una. El primer conjunto de balaustres tiene 104 nichos, el segundo 104, el tercero 88, el cuarto 72 y el quinto 64. En total, hay 432 estatuas de Buda en el nivel Rupadhatu. En el nivel Arupadhatu (o las tres plataformas circulares), las estatuas están dentro de las estupas perforadas. La primera plataforma circular posee 32 estupas, la segunda 24 y la tercera 16, lo cual suma un total de 72. De las 504 estatuas en total, cerca de 300 están mutiladas (principalmente decapitadas) y 43 están perdidas.

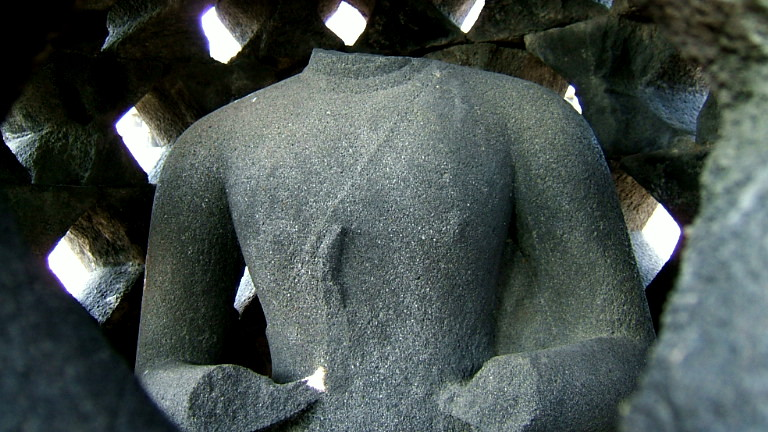
Estatua decapitada dentro de una estupa.

A primera vista, todas las estatuas de Buda son iguales, pero presentan pequeñas diferencias entre sus mudras o posición de las manos. Existen 5 grupos de mudra: Norte, Este, Sur, Oeste y Cenit, los cuales representan los cinco puntos cardinales según el Mahayana. Los primeros cuatro balaustres contienen los cuatro primeros mudras: Norte, Este, Sur y Oeste, representados por la dirección de las manos de la estatua. Las estatuas de Buda ubicadas en el quinto balaustre y dentro de las 72 estupas en las plataformas superiores, tienen el mismo mudra: Cenit. Cada mudra representa uno de los Cinco Budas Dhyani; cada uno tiene su propio simbolismo. Son Abhaya mudra para Amogashiddi (norte), Vara mudra para Ratnasambhava (sur), Dhyana mudra para Amitābha (oeste), Bhumisparsa mudra para Aksobhya (este) y Dharmachakra mudra para Vairocana (cenit).

## Restauración
Borobudur atrajo la atención en 1885, cuando Yzerman, el presidente de la Sociedad Arqueológica de Yogyakarta, hizo el descubrimiento de la base escondida. Las fotografías que muestran el descubrimiento de esta base fueron tomadas entre 1890 y 1891. El descubrimiento obligó al gobierno de las Indias Orientales Neerlandesas a encargarse del cuidado de este monumento. En 1900, el gobierno designó una comisión integrada por tres oficiales para evaluar el monumento: Brandes, un historiador de arte, Theodoor van Erp, ingeniero del ejército holandés, y Van de Kamer, ingeniero del departamento de Obras Públicas.
En 1902, la comisión creó un plan de propuesta para el gobierno consistente en tres partes. Primero, se debían reparar las esquinas para evitar accidentes, además de retirar las piedras que pusieran en peligro las partes adyacentes, reforzar los balaustres y reparar nichos, arcos, estupas y la cúpula principal. Segundo, cercar los patios, proporcionar un mantenimiento adecuado y mejorar el drenaje reparando el suelo y los caños. Tercero, todos los escombros debían ser retirados, despejar el monumento, retirar las piedras desfiguradas y reparar la cúpula principal. El costo total era para ese tiempo de 48.800 florines neerlandeses aproximadamente.

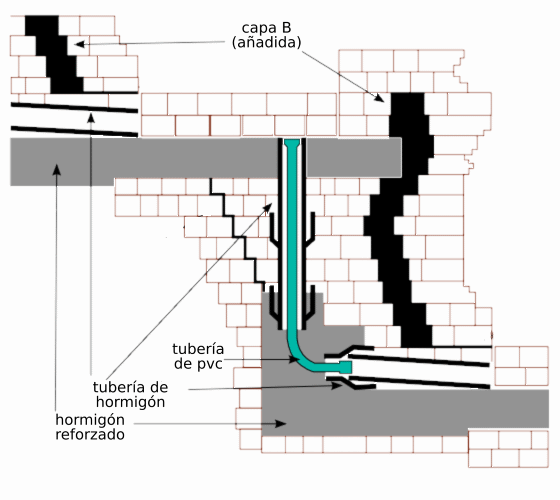
Técnica utilizada para mejorar el drenaje de Borobudur durante la restauración de 1973. Consistía en la incorporación de cemento y tuberías de pvc.

La restauración fue llevada a cabo entre 1907 y 1911, basándose en los principios de la anastilosis y bajo el mando de Theodor van Erp. Los primeros siete meses de esta restauración consistieron en excavar alrededor del monumento para buscar cabezas de estatuas y paneles de piedra perdidos. Van Erp desmontó y reconstruyó las tres plataformas circulares y estupas correspondientes. Al pasar el tiempo, Van Erp descubrió más cosas que restaurar en el monumento, lo que requirió un total de 34.600 florines más. A primera vista Borobudur había recuperado su antigua gloria.
Debido al limitado presupuesto, la restauración se centró en limpiar las esculturas, pero Van Erp no pudo resolver el problema del drenaje. Durante quince años, las paredes de las galerías comenzaron a oscilar y aparecieron nuevos signos de agrietamiento y deterioro. Van Erp utilizó cemento, pero esto causó algunos problemas, por lo que era necesario una nueva restauración.
Desde ese entonces se hicieron pequeñas reparaciones, pero ninguna general. A fines de los años 60, el gobierno de Indonesia ordenó una restauración que asegurara la protección del monumento. En 1973, se inició un plan para reparar Borobudur. El gobierno de Indonesia y la Unesco se hicieron cargo de este proyecto de restauración entre 1975 y 1982. Los cimientos fueron estabilizados y los 1.460 paneles limpiados. Durante la restauración se desmontaron las cinco plataformas cuadradas y se mejoró el sistema de drenaje, incrustando tuberías en el monumento. Además se agregaron capas impermeables y de filtro. En este proyecto estuvieron involucradas 600 personas y tuvo un costo total de US$ 6.901.243. Cuando la renovación fue terminada, la Unesco nombró a Borobudur Patrimonio de la Humanidad en 1991.